# Reprezentacja Hiszpanii w piłce nożnej mężczyzn
Reprezentacja Hiszpanii w piłce nożnej mężczyzn (hiszp. la selección de fútbol de España) – narodowy zespół piłkarzy nożnych, który reprezentuje Hiszpanię w meczach i turniejach międzynarodowych. Za istnienie reprezentacji odpowiedzialny jest Real Federación Española de Fútbol.

## Dzieje reprezentacji
Na arenie międzynarodowej zadebiutowała w 1921 roku, wygrała dziesięć pierwszych meczów. Przegrała dopiero w 1923 roku z Belgią.
Podczas Euro 1960, po decyzji premiera Hiszpanii Francisca Franco, drużyna narodowa zmuszona była wycofać się z ćwierćfinałowego meczu z reprezentacją ZSRR. W 1964 roku, w finale kolejnych mistrzostw Europy, zespół prowadzony przez José Villalongę pokonał właśnie Związek Radziecki, zdobywając swoje pierwsze trofeum piłkarskie.
Dwadzieścia lat później piłkarze hiszpańscy byli blisko powtórzenia historycznego sukcesu z 1964 roku. Tym razem pod wodzą Miguela Muñoza również dotarli do finału, w którym po błędzie bramkarza i kapitana zespołu Luisa Arconady przegrali 0:2 z Francją. Rok po tych mistrzostwach Arconada zakończył reprezentacyjną karierę, a jego następca – Andoni Zubizarreta, przez kolejne trzynaście lat był pierwszym bramkarzem Hiszpanii i z liczbą 126 meczów, do 15 listopada 2011 roku, pozostawał rekordzistą pod względem występów. Zubizarreta, podobnie jak Arconada, także odchodził w niesławie – po kilku niefrasobliwych interwencjach 37-letniego wówczas golkipera, Hiszpanie odpadli już po fazie grupowej Mundialu 1998.
O reprezentacji Hiszpanii do 2008 roku mawiano, że „grają jak nigdy, przegrywają jak zawsze”, bowiem Hiszpanie często przed wielkimi imprezami piłkarskimi zaliczani byli do grona faworytów, a na samym turnieju nie spełniali oczekiwań kibiców. Aż do roku 2010, nigdy nie znaleźli się w gronie medalistów mistrzostw świata, a ich największym sukcesem na tejże imprezie było IV miejsce zdobyte w 1950 roku.
Reprezentacja Hiszpanii od czasu wygrania mistrzostw Europy w 1964 roku, poza finałem z 1984 roku, nie mogła pochwalić się żadnym sukcesem. Rozgrywki o Puchar Świata oraz mistrzostwo Europy kończyła zazwyczaj na ćwierćfinale. Mimo jednej z najlepszych lig piłkarskich na świecie oraz silnej reprezentacji młodzieżowej dorosła kadra, w której w latach 90. nie brakowało indywidualności, przegrywała najważniejsze mecze. Na Mundialu 2006 Hiszpania, której selekcjonerem od 2004 roku był 69-letni Luis Aragonés, doszła zaledwie do drugiej rundy.
Mimo odpadnięcia z rozgrywek o Puchar Świata, Aragonés pozostał na stanowisku i awansował z reprezentacją Hiszpanii do Mistrzostw Europy w 2008 roku. Drużyna przed losowaniem grup finałowych została rozstawiona na 12 miejscu i zajęła ostatnie miejsce w trzecim koszyku. Hiszpanie w rozgrywkach grupowych pokonali 4:1 reprezentację Rosji, 2:1 reprezentację Szwecji i 2:1 reprezentację Grecji. W ćwierćfinale Hiszpanie zwyciężyli 4:2 w rzutach karnych z Włochami. W półfinale ponownie spotkali się z Rosją, z którą mecz zakończył się zwycięstwem Hiszpanów 3:0. Dnia 29 czerwca 2008 roku finale z Niemcami zwyciężyli 1:0 po golu Fernanda Torresa w 33 minucie. Prowadzona przez Aragonésa drużyna przerwała trwającą od 1964 roku passę porażek w finałach rozgrywek międzynarodowych. Hiszpania okazała się być najskuteczniejszą drużyną turnieju pod względem liczby strzelonych bramek. Królem strzelców mistrzostw został hiszpański napastnik David Villa, a Xaviego ogłoszono najlepszym piłkarzem turnieju. Oprócz tego do najlepszej jedenastki turnieju wybrano aż dziewięciu hiszpańskich zawodników. Krótko po mistrzostwach FIFA ogłosiła swój ranking najlepszych drużyn świata i Hiszpania zajęła w nim pierwsze miejsce. Po raz pierwszy w historii rankingu, najlepsza drużyna z tego rankingu, nie była mistrzem świata.
Rok po zdobyciu mistrzostwa Europy Hiszpanie wzięli udział w Pucharze Konfederacji. Trafili do grupy A razem z gospodarzem tej imprezy reprezentacjami RPA, Iraku i Nowej Zelandii. Po trzech wygranych meczach (odpowiednio z Nową Zelandią 5:0, Irakiem 1:0, oraz RPA 2:0) z kompletem dziewięciu punktów na koncie awansowali z pierwszego miejsca do półfinału. W walce o finał los skojarzył ich ze Stanami Zjednoczonymi, z którymi ekipa hiszpańska przegrała 0:2. W meczu o trzecie miejsce spotkali się więc z reprezentacją RPA, z którymi wygrali po dogrywce 3:2 zdobywając na tym turnieju brązowy medal
Reprezentacja Hiszpanii na mundialu w RPA po raz pierwszy w historii sięgnęła po puchar świata w piłce nożnej. Hiszpanie jednak przez większość turnieju nie zachwycali swoją grą, a mistrzostwa rozpoczęli od przegranej ze Szwajcarią. Dalej w fazie grupowej wygrali z Hondurasem 2:0 oraz z Chile 2:1. W 1/8 finału pokonali reprezentację Portugalii 1:0, w ćwierćfinale pokonali Paragwaj 1:0, a w meczu półfinałowym zwyciężyli z Niemcami również 1:0. Dnia 11 lipca 2010 roku pod wodzą Vicente del Bosque zdobyli mistrzostwo świata w piłce nożnej, pokonując w finale Holandię 1:0. Decydującą bramkę zdobył Andrés Iniesta w 116 minucie meczu. 
Dwa lata później Hiszpanie okazali się bezkonkurencyjni na polsko-ukraińskich Mistrzostwach Europy. Ekipa Vicente del Bosque po remisie z Włochami (1:1) i zwycięstwach nad Irlandią (4:0) i Chorwacją (1:0) awansowała z pierwszego miejsca i w ćwierćfinale zmierzyła się z reprezentacją Francji. Hiszpanom udało się zwyciężyć 2:0 po dwóch golach Xabiego Alonso i w półfinale spotkali się z drużyną Portugalii, z którą wygrali dopiero po rzutach karnych (2:4). Dnia 1 lipca 2012 w finale na Stadionie Olimpijskim w Kijowie Hiszpanie wygrali z reprezentacją Włoch 4:0 i zostali pierwszą drużyną w dziejach, która obroniła tytuł mistrza Europy. Jako pierwsi wygrali trzy tytuły rangi mistrzowskiej z rzędu. Królem strzelców EURO 2012 został Hiszpan Fernando Torres, który zdobył trzy bramki oraz zanotował asystę. Tytuł MVP turnieju otrzymał Andrés Iniesta.

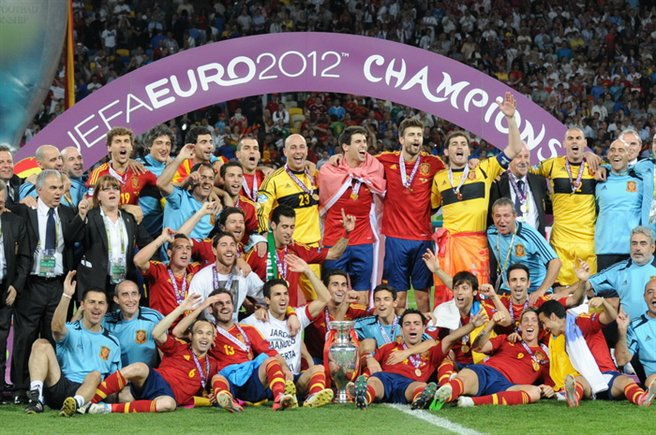
Zawodnicy reprezentacji Hiszpanii świętujący wygranie Euro 2012.

Jako mistrz Europy Hiszpania wzięła udział w Pucharze Konfederacji 2013. Trafiła do grupy B wraz z Urugwajem, Nigerią i Tahiti. Fazę grupową zakończyli na pierwszym miejscu. W półfinale La Roja zmierzyła się z Włochami, gdzie po dziewięćdziesięciu minutach utrzymywał się wynik 0:0 i zwycięzcę wyłoniła seria rzutów karnych, w której Hiszpania wygrała 7:6. Jedenastki dla Hiszpanów wykonali: Xavi, Andrés Iniesta, Gerard Piqué, Sergio Ramos, Juan Mata, Sergio Busquets oraz Jesús Navas. W finale Hiszpanie zmierzyli się z reprezentacją Brazylii. Na Maracanie ulegli Canarinhos 0:3, co było wielkim zaskoczeniem. Drużyna Hiszpanii otrzymała nagrodę FIFA Fair Play Trophy. Fernando Torres zdobył Złotego Buta.
Na mundialu w Brazylii Hiszpanie znaleźli się w grupie B razem z Holandią, Chile i Australią. Po zwycięstwie nad Australią 3:0 po golach Davida Villi, Fernando i Juana Maty, ponieśli oni dwie porażki (z Chile 0:2 i Holandią 1:5), co skutkowało ich odpadnięciem z turnieju po fazie grupowej.
Reprezentacja Hiszpanii w eliminacjach do Euro 2016 grała w grupie C razem ze Słowacją, Ukrainą, Białorusią, Luksemburgiem i Macedonią. Zajęła w niej pierwsze miejsce z dorobkiem dwudziestu siedmiu punktów po dziewięciu zwycięstwach i jednej porażce w dziesięciu meczach. Awansowała tym samym bezpośrednio do turnieju głównego.
Na turnieju we Francji Hiszpanie znaleźli się w grupie D, razem z Chorwacją, Turcją i Czechami. Po dwóch zwycięstwach (1:0 z Czechami i 3:0 z Turcją), oraz jednej porażce (z Chorwacją 1:2), awansowali oni do 1/8 finału. Ich rywalem w tej fazie była reprezentacja Włoch. Hiszpanie przegrali to spotkanie 0:2 i zakończyli tym samym swój udział w turnieju. Po tych mistrzostwach Vicente del Bosque zrezygnował z funkcji trenera reprezentacji. Jego następcą na tym stanowisku został Julen Lopetegui.
Hiszpanie w eliminacjach do rosyjskiego czempionatu grali w grupie G razem z Włochami, Albanią, Izraelem, Macedonią i Liechtensteinem. Wygrywając dziewięć spotkań, i notując jeden remis z dwudziestoma ośmioma punktami w 10 meczach uzyskali bezpośredni awans do turnieju głównego.
Dwa dni przed rozpoczęciem zmagań La Furia Roja w Rosji Julen Lopetegui przestał być selekcjonerem reprezentacji (mimo obowiązującego do 2020 roku kontraktu) po tym jak został trenerem Realu Madryt. Na tym stanowisku zastąpił go (na czas mistrzostw) Fernando Hierro. Na mundialu 2018 Hiszpania grała w grupie B razem z Portugalią, Marokiem, oraz Iranem. Po remisie 3:3 z Portugalczykami w pierwszym meczu, przyszło skromne zwycięstwo 1:0 z Iranem, oraz remis 2:2 z Marokiem. Pozwoliło to ostatecznie Hiszpanom zająć pierwsze miejsce w grupie i awansować do 1/8 finału. W tej fazie turnieju rywalem Iberyjczyków była reprezentacja Rosji. Hiszpania przegrała jednak ten mecz po serii rzutów karnych 3:4 (po 90 minutach i dogrywce 1:1) i odpadła z turnieju. Po tym turnieju Fernando Hierro zrezygnował z funkcji selekcjonera reprezentacji Hiszpanii. Na tym stanowisku zastąpił go Luis Enrique.
Od wielu lat Hiszpania wygrywa większość turniejów juniorskich i młodzieżowych. Do jej najważniejszych sukcesów zaliczyć należy: złoto na Igrzyskach Olimpijskich w 1992 roku, mistrzostwo Europy U-21 1998 i 2000, mistrzostwo świata U-20 1999 oraz srebra na Igrzyskach w 2000 roku oraz na Igrzyskach w 2020 roku. Większość tych trofeów zdobyła pod wodzą Iñakiego Sáeza.
14 lipca 2024 roku w Berlinie na Stadionie Olimpijskim Hiszpanie zagrali w finale Mistrzostw Europy 2024 i wygrali z Anglią 2:1.

## Udział w międzynarodowych turniejach

### Igrzyska Olimpijskie
| Rok  | Udział w igrzyskach olimpijskich | Udział w igrzyskach olimpijskich | Udział w igrzyskach olimpijskich | Udział w igrzyskach olimpijskich | Udział w igrzyskach olimpijskich | Udział w igrzyskach olimpijskich | Udział w igrzyskach olimpijskich | Udział w igrzyskach olimpijskich | Podstawa udziału         |
| Rok  | Runda                            | Miejsce                          | M                                | W                                | R                                | P                                | B+                               | B-                               | Podstawa udziału         |
| ---- | -------------------------------- | -------------------------------- | -------------------------------- | -------------------------------- | -------------------------------- | -------------------------------- | -------------------------------- | -------------------------------- | ------------------------ |
| 1920 | II miejsce                       | 2/15                             | 5                                | 4                                | 0                                | 1                                | 9                                | 5                                | Zgłoszenie               |
| 1924 | I runda                          | 17/22                            | 1                                | 0                                | 0                                | 1                                | 0                                | 1                                | Zgłoszenie               |
| 1928 | Ćwierćfinał                      | 6/17                             | 3                                | 1                                | 1                                | 1                                | 9                                | 9                                | Zgłoszenie               |
| 1968 | Ćwierćfinał                      | 6/17                             | 3                                | 1                                | 1                                | 1                                | 9                                | 9                                | III runda kwalifikacji   |
| 1976 | Faza grupowa                     | 13/13                            | 2                                | 0                                | 0                                | 2                                | 1                                | 3                                | II runda kwalifikacji    |
| 1980 | Faza grupowa                     | 10/16                            | 3                                | 0                                | 3                                | 0                                | 2                                | 2                                | II runda kwalifikacji    |
| 1992 | Mistrzostwo                      | 1/16                             | 6                                | 6                                | 0                                | 0                                | 14                               | 2                                | Gospodarz                |
| 1996 | Ćwierćfinał                      | 6/16                             | 4                                | 2                                | 1                                | 1                                | 5                                | 7                                | Wicemistrz ME U-21 1996  |
| 2000 | II miejsce                       | 2/16                             | 6                                | 6                                | 1                                | 1                                | 12                               | 6                                | III miejsce ME U-21 2000 |
| 2012 | Faza grupowa                     | 14/16                            | 3                                | 0                                | 1                                | 2                                | 0                                | 2                                | III miejsce ME U-21 2011 |
| 2020 | II miejsce                       | 2/16                             | 6                                | 3                                | 2                                | 1                                | 9                                | 5                                | Mistrz ME U-21 2019      |
| 2024 | Mistrzostwo                      | 1/16                             | 6                                | 5                                | 0                                | 1                                | 16                               | 8                                | Wicemistrz ME U-21 2023  |
| 2028 |                                  |                                  |                                  |                                  |                                  |                                  |                                  |                                  |                          |
| 2032 |                                  |                                  |                                  |                                  |                                  |                                  |                                  |                                  |                          |

### Mistrzostwa świata
- 1930 – Nie brała udziału
- 1934 – Ćwierćfinał
- 1938 – Nie brała udziału
- 1950 – IV miejsce
- 1954–1958 – Nie zakwalifikowała się
- 1962 – Faza grupowa
- 1966 – Faza grupowa
- 1970–1974 – Nie zakwalifikowała się
- 1978 – Faza grupowa
- 1982 – Druga faza grupowa
- 1986 – Ćwierćfinał
- 1990 – 1/8 finału
- 1994 – Ćwierćfinał
- 1998 – Faza grupowa
- 2002 – Ćwierćfinał
- 2006 – 1/8 finału
- 2010 – Mistrzostwo
- 2014 – Faza grupowa
- 2018 – 1/8 finału
- 2022 – 1/8 finału

### Mistrzostwa Europy
- 1960 – Wycofała się w trakcie eliminacji
- 1964 – Mistrzostwo
- 1968–1976 – Nie zakwalifikowała się
- 1980 – Faza grupowa
- 1984 – II miejsce
- 1988 – Faza grupowa
- 1992 – Nie zakwalifikowała się
- 1996 – Ćwierćfinał
- 2000 – Ćwierćfinał
- 2004 – Faza grupowa
- 2008 – Mistrzostwo
- 2012 – Mistrzostwo
- 2016 – 1/8 finału
- 2020 – Półfinał
- 2024 – Mistrzostwo

## Rekordziści
| Lp. | Zawodnik           | Lata gry w kadrze | Mecze | Bramki |
| --- | ------------------ | ----------------- | ----- | ------ |
| 1.  | Sergio Ramos       | 2005–2021         | 180   | 23     |
| 2.  | Iker Casillas      | 2000–2016         | 167   | 0      |
| 3.  | Sergio Busquets    | 2009–2022         | 143   | 2      |
| 4.  | Xavi               | 2000–2014         | 133   | 13     |
| 5.  | Andrés Iniesta     | 2006–2018         | 131   | 13     |
| 6.  | Andoni Zubizarreta | 1985–1998         | 126   | 0      |
| 7.  | David Silva        | 2006–2018         | 125   | 35     |
| 8.  | Xabi Alonso        | 2003–2014         | 114   | 16     |
| 9.  | Fernando Torres    | 2003–2014         | 110   | 38     |
| 9.  | Cesc Fàbregas      | 2006–2014         | 110   | 15     |

| Lp. | Zawodnik           | Lata gry w kadrze | Bramki | Mecze | Średnia |
| --- | ------------------ | ----------------- | ------ | ----- | ------- |
| 1.  | David Villa        | 2005–2017         | 59     | 98    | 0.6     |
| 2.  | Raúl               | 1996–2006         | 44     | 102   | 0.43    |
| 3.  | Fernando Torres    | 2003–2014         | 38     | 110   | 0.35    |
| 4.  | Álvaro Morata      | 2014–             | 36     | 73    | 0.49    |
| 5.  | David Silva        | 2006–2018         | 35     | 125   | 0.28    |
| 6.  | Fernando Hierro    | 1989–2002         | 29     | 89    | 0.33    |
| 7.  | Fernando Morientes | 1998–2007         | 27     | 47    | 0.57    |
| 8.  | Emilio Butragueño  | 1984–1992         | 26     | 69    | 0.38    |
| 9.  | Alfredo Di Stéfano | 1957–1961         | 23     | 31    | 0.74    |
| 9.  | Sergio Ramos       | 2005–2023         | 23     | 180   | 0.13    |